# Federico Amodeo
Federico Amodeo  (* 8. Oktober 1859 in Avellino; † 3. November 1946 in Neapel) war ein italienischer Mathematikhistoriker und Mathematiker.
Amodeo erhielt 1883 seinen Laurea-Abschluss in Mathematik in Neapel. Von 1890 bis zum Ruhestand 1923 unterrichtete er als Professor am Technischen Institut in Neapel. Von 1905 bis 1922 gab er dort auch Kurse in Mathematikgeschichte (gesammelt in vier Manuskriptbänden: Compendio di storia della Matematica).
1900 trug er auf den Internationalen Mathematikerkongressen (ICM) in Paris vor (Coup d'Oeil sur les courbes algèbriques au point de vue de la gonalité) und auf dem ICM 1908 schlug er die Gründung eines Archivs für Mathematik vor.
Er veröffentlichte über algebraische und projektive Geometrie und Geschichte der Mathematik, darunter eine zweibändige Geschichte der Mathematik in Neapel (die nur in 125 Exemplaren gedruckt wurde). 
Er war Mitglied der Accademia Pontaniana.

## Schriften
- Origine e sviluppo della geometria proiettiva. Pellerano, Neapel 1939.
- Vita matematica napoletana. 2 Teile. Giannini e Figli u. a., Neapel 1905–1924.
- Sintesi storico-critica della geometria delle curve algebriche. Conte, Neapel 1945.